# 2015-ös ABU TV-s Dalfesztivál
A 2015-ös ABU TV-s Dalfesztivál volt a negyedik ABU TV-s Dalfesztivál, melyet a törökországi Isztambulban rendeztek meg. A fesztiválra 2015. október 28-án került sor. A pontos helyszín az Isztambuli Kongresszusi Központ volt.

## A helyszín és a fesztivál
A fesztivál pontos helyszíne az Isztambuli Kongresszusi Központ volt, melynek Harbiye-csarnoka 3 705 fő befogadására alkalmas.
Az eurovíziós versenyekkel ellentétben a TV-s dalfesztivál nem egy verseny, hanem egy gálaműsor, ahol az országok nevezett dalaikat mutatják be.

## A résztvevők
Először vett részt a dalfesztiválon India és Kazahsztán. Rajtuk kívül Irán és Malajzia egy kihagyott év után tértek vissza a rendezvényre.
Ausztrália első alkalommal nem képviseltette magát a fesztiválon. Brunei pedig 2015. június 25-én jelentette be a visszalépését. Nem vett részt Kína sem.
A Maldív-szigetek a visszalépés előzetes bejelentése ellenére mégis képviseltette magát a gálaesten.
Így összesen tizennégy ország vett volna részt Isztambulban, de szeptember 13-án jelentették be, hogy Hongkong mégsem lép vissza.
Október 22-én viszont hivatalossá vált, hogy az eredetileg debütálni szándékozó Tunézia és az egy év kihagyás után visszatérni kívánó Irán mégsem vesz részt, így végül tizenhárom ország előadója lépett volna fel Isztambulban, de a rendezvény napján derült ki, hogy Thaiföld sem indul, így végül tizenkét ország volt jelen Törökországban. Thaiföldnek már az indulója is megvolt: Lamyong Nonghinhow Jeep aow si kha című dala képviselte volna az országot.
A verseny két házigazdája, Ece Vahapoğlu és Engin Hepileri korábban a 2013-as Türkvíziós Dalfesztivál műsorvezetői voltak. Vahapoğlu angolul, Hepileri pedig törökül vezette a műsort.

## Térkép

Országok, melyek már megnevezték az indulójukat
Országok, melyek már jelezték, hogy részt vesznek
Országok, melyek korábban részt vettek, de ebben az évben nem

## A dalfesztivál
| #  | Ország          | Nyelv        | Előadó              | Dal                      | Magyar fordítás                |
| -- | --------------- | ------------ | ------------------- | ------------------------ | ------------------------------ |
| 01 | Afganisztán     | pastu        | Mozhdah             | Ghoroore tu, shikaste ma | A te büszkeséged, az én mérgem |
| 02 | Maldív-szigetek | angol        | Unoosha             | The Maldives Song        | A Maldív-szigetek-dal          |
| 03 | Kazahsztán      | kazak        | Dimash Qudaibergen  | Daididau                 | —                              |
| 04 | Makaó           | kínai        | Kyla                | Pejtujpej                | Háttal                         |
| 05 | India           | hindi, angol | Sanjeevani Bhelande | Radiant Ruby             | Sugárzó rubin                  |
| 06 | Vietnám         | angol        | Đinh Mạnh Ninh      | In the Music Tonight     | A zenében ma éjjel             |
| 07 | Japán           | japán        | Scandal             | Sisters                  | Nővérek                        |
| 08 | Indonézia       | indonéz      | Zahra Damariva      | Tak kembali              | Nincs visszatérés              |
| 09 | Hongkong        | kantoni      | Vivian Koo          | Accept the Part          | Fogadd el egy részét           |
| 10 | Dél-Korea       | koreai       | CN Blue             | Cinderella               | Hamupipőke                     |
| 11 | Malajzia        | maláj        | Ernie Zakri         | Dialah di hati           | A szíve mélyén                 |
| 12 | Törökország     | török        | Murat Dalkılıç      | Katilimiz olursun        | Ő lesz a gyilkosunk            |

## Közvetítés
- Afganisztán – Ariana Television Network (ATN)
- Dél-Korea – KBS
- Hongkong – Television Broadcasts Limited (TVB)
- India – Doordarshan (DD)
- Indonézia – Televisi Republik Indonesia (TVRI)
- Japán – NHK
- Kazahsztán – Qazmedïa Ortaliği (QO)
- Makaó – Teledifusão de Macau (TDM)
- Malajzia – Radio Television Malaysia (RTM)
- Maldív-szigetek – Public Service Media (PSM)
- Törökország – TRT Avaz, TRT Müzik
- Vietnám – Vietnam Television (VTV)